# Jerzy Jezierski
Jerzy Jezierski (ur. 3 czerwca 1951 w Olsztynie) – polski matematyk.

## Życiorys
Studia matematyczne ukończył w 1973 na Uniwersytecie Mikołaja Kopernika w Toruniu. Następnie pracował w Instytucie Matematyki Uniwersytetu Gdańskiego, gdzie w 1982 obronił pracę doktorską Liczba Nielsena odwzorowań włóknistych, napisaną pod kierunkiem Lecha Górniewicza oraz w Zakładzie Matematyki Wyższej Szkoły Pedagogicznej w Olsztynie. Od 1986 jest pracownikiem Szkoły Głównej Gospodarstwa Wiejskiego w Warszawie, w Katedrze Zastosowań Matematyki. W 1999 habilitował się w Instytucie Matematycznym PAN na podstawie pracy Teoria Nielsena koincydencji bez założenia orientowalności. W 2010 otrzymał tytuł profesora nauk matematycznych. Jego najbardziej wpływowa praca (z Romanem Dobrenko) uogólnia teorię koincydencji Nielsena na pary odwzorowań pomiędzy nieorientowalnymi rozmaitościami oraz podaje wzór na liczbę Nielsena dla pary odwzorowań własnych butelki Kleina. 
W 2003 otrzymał razem z Wacławem Marzantowiczem Nagrodę im. Stefana Banacha.